# Philodendron dioscoreoides
Philodendron dioscoreoides là một loài thực vật có hoa trong họ Ráy (Araceae). Loài này được Gleason miêu tả khoa học đầu tiên năm 1929.